# Суморьево
Суморьево — село в Вознесенском районе Нижегородской области. Входит в состав Бахтызинского сельсовета.
Село располагается на правом берегу реки Мокше.
В селе расположено отделение Почты России (индекс 607351).

## История
История возникновения села неопределенно, хотя есть версия бытующая в среде краеведов, о том, что село возникло из-за переселения ясашной новокрещёной мордвы, а название село получило от близко расположенного озера Суморева. О том, что село основала мордва сомнений нет, так как об этом говорится в нескольких документах 18 века, однако история наименованием неоднозначна Документ за 1797 год сообщает: «Деревня Сумарева мордвы новокрещенных ясашных крестьян ведомства Тамбовской казенной палаты находится при озерке Сумарева». Около села есть озеро, но этимология топонима не понятна. Первоначально село именовалось как «Сумарево», то есть если отбросить окончание «-ево», то получается корень «Сумарь» или «Сума», что означает в русском языке символ бедности и нищеты, об этом говорит и пословица «От сумы и от тюрьмы не зарекайся», издавна Суморьево считалось бедной деревней, которое выживало только за счёт реки Мокша. Таким образом, можно сделать вывод, что название село получило скорее позднее основания этого места мордвой, когда стала русской, так как имеет русское название и происходит от бедного состояния населения.
Название села можно связать с личным именем Сумарок (или Сумаров), которое использовалось как русскими, так и татарами правившими этими землями в XV-начале XVII вв в Мещерском крае (юрте).
«… пожаловал… кадомского Исенея мурзу Мокшева сына Бутакова княжением над рязановскую мордвою Кирдяновского беляка, как было княжение за Сумаров князей Муратовым сыном Телепмшейкова, а иметь ему с тое мордвы ясаку по старине, потому как имел Сумарок князь Муратов… а Судичи та мордва Исенею князю Мокшеву одному…»
Суморьевское религиозное восстание
Сегодня о восстании на религиозной почве, произошедшем в 30-е годы XX века в селе Суморьеве Вознесенского района, «говорят» лишь архивные документы. О событиях тех лет с проектом «Места памяти Нижегородской области» поделился краевед из Владимира, автор книги «Церковь на земле Владимирской в 1930-е годы» Андрей Ершов.
24 декабря 1934 года верующие села Суморьева Вознесенского района Горьковской области написали жалобу в «Московский Центральный исполнительный комитет». Этот документ сообщает, что 20 декабря 1934 года в Суморьево приехала бригада рабочих с намерением снять колокола с колокольни сельской церкви. Однако местные жители, добровольно их приобретавшие, решили отстоять свои права.
Вот фрагмент этой жалобы с характерными грамматическими ошибками: «Мы просили, чтобы они нам дали бумажку от властей на снятия колколов, но оне не дали, а полезли нахрапом, и мы вынуждены были взять колья и не дупускать их к колокольне и говорили: „Уходите, не дадим колколов до тех пор, пока не покажете нам бумажку от высшей власти“, — но оне нас не слушали, а стояли на своем, говоря: „Заморозим вас, а колкола снимем“. И (бригада) учиняет как на улице, так и в домах хулиганство и беззаконье: ловют баб и водют в сельсовет к допросам. Это безобразие будет продолжаться долго, так местная власть объявила нам, что они (рабочие) будут жить в Суморьеве до тех пор, пока не снимут колкола, а мы не разрешаем им, и за это время у нас может получиться убийство, так как у нас не хватает терпение над их издевательством».
ВЦИК сделал запрос местным органам власти, а 25 января 1935 года Горьковский крайисполком доложил: «Произведенной проверкой через органы Прокуратуры выяснилось, что со стороны местных органов власти ничего незакономерного в отношении религиозного объединения села Суморьева, а равно и отдельных верующих допущено не было; колокольный звон в селе Суморьеве был прекращен постановлением Президиума РИК’а от 4/9-34 г., утвержденным крайисполкомом 3/Х-34 г. К снятию колоколов было приступлено на основании нарядов Госфонда, но бригада Металлолома встретила сопротивление церковников. На конспиративных заседаниях церковный совет организовал саботаж включительно до открытых сопротивлений мероприятиям по съемке колоколов, а равно и другим мероприятиям советской власти. В результате был произведен налет на Суморьевский сельсовет, на квартиру председателя сельсовета Бабушкина, где выбили окна, рамы, нанесли побои жене избача; сожгли спортивный городок; в церковной сторожке скрыли около 3 тонн кулацкого хлеба и т. п. На место выезжали председатель РИК’а, секретарь Райкома ВКП(б) и районный прокурор. Произведенной массовой разъяснительной работой вопрос урегулирован, а виновные в организации открытых выступлений осуждены от 1,5 до 6 лет (5 человек, в том числе служитель культа Крюковский)».
Подробности и последствия этого восстания содержит отчёт районного прокурора от 16 января 1935 года: «1) налет на Суморьевский сельсовет, где были выбиты окна, был организован во главе со священником Крюковским; 2) налет с кольями и топорами на квартиру председателя сельсовета т. Бабушкина, где выбили окна, рамы, а сам Бабушкин скрывался в подполье соседа; 3) налет на квартиру двух общественников-активистов, где выбили окна, рамы и побили жену избача Шошину; 4) сломали и сожгли на костре спорт-городок с. Суморьева; 5) в результате этого посещаемость школы спустилась на 47 %, а в последнее время на 63 %; 6) полный саботаж по выполнению, ибо фин-план за год сельсовет выполнил всего на 63 %, точно так же и по натуральным подбавкам; 7) организация тайных заседаний церковного совета 20/12-34 и 24/12-34 г.; 8) устройство заговора 24/12-34 г. у гр. Шошина Тимофея Ивановича, где постановили активно бороться против снятия колоколов; 9) полный разврат и систематическая пьянка в церковной сторожке у священника Крюковского (в этой же сторожке кулачье скрывало хлеб от государства, где обнаружено около 3 тонн); 10) при снятии колоколов, вернее, при всей подготовительной работе по снятию колоколов, церковники не только организовали массовое выступление, но и против всех проводимых мероприятий советской власти. В момент активного выступления церковников, я сам там на месте присутствовал 5 дней, секретарь РК ВКП(б), председатель РИК и др., где вели массовую разъяснительную работу и насилия никакого ни от кого не исходило. 9/1-35 г. священник Крюковский, Куравин Илья, Лосев, Кулыгин и Шошин осуждены Нарсудом за угрозы и погромы от 1,5 до 6 лет лишения свободы».
Кроме того, прокурор выслал несколько копий допросов. Приведем некоторые из них для восстановления хронологии событий. Обвиняемый Куравин Илья Николаевич: «На второй день после приезда в наше село бригады рабочих „Металлолома“ для производства снятия колоколов с церкви поп Крюковский Николай созвал нас, членов церковного совета, поздно ночью на совещание в церковную сторожку. На совещании приняли участие я — Куравин, поп Крюковский, Шошин (прозвище Трусов) Николай Васильевич, Лосев Иван Андреевич, Лосева Фекла Прокофьевна, Казакова Наталья Тимофеевна, Устинова Ольга Пимовна, Селезнев Никита Павлович, Куравина Прасковья Архиповна, Рыжова Марфа Кузминична, Якуньков Алексей Тимофеевич. Кроме нас была полная сторожка верующих, которые пришли послушать, как мы решим вопрос о колоколах. На данном совещании мы, все члены церковного совета, молчали, говорил только один священник Крюковский Николай, который продиктовал секретарю Якуньковскому (он же Якуньков) о том, что постановляем не давать снимать колокола. Записанное Якуньковским объявил присутствовавшим в сторожке верующим».
Несколько по-другому описывает эту ситуацию проходивший по делу как свидетель Якуньков Алексей Тимофеевич: "Во время обсуждения вопроса о колоколах высказывались против снятия Куравин Илья, Лосева Фекла и Куравина Прасковья, они говорили: «Мы должны решить, что снять колокола не дадим». После этого встал поп Крюковский Николай и сказал мне: «Пиши, что мы снять колокола не дадим». Все остальные присутствовавшие частью молчали, женщины кричали: «Правильно, пиши, что мы не дадим».
Свидетель Устинова Ольга Пимовна: «Во время нашего заседания пришли председатель сельсовета Бабушкин и ещё какие-то с ним люди и наше собрание нарушили уводом 3 участников совещания». Этим событием и был вызван «налет на сельсовет». Свидетель Егорушин Андрей Николаевич: "Из числа ворвавшихся в с/с, помню, были: Кулыгин Григорий Васильевич, который, будучи впереди толпы, ударяя себя в грудь, кричал: «Я пришел защищать колокола, перебьем всех жидов и будем спасать Россию!».
Вопрос обвиняемому Кулыгину Григорию Васильевичу: «Признаете себя виновным в том, что в ночь на 21/12-34 г. вы принимали участие в нападении на сельсовет с целью освободить 3 задержанных церковников, при этом ведя контр. революционную агитацию погромного характера?». Ответ: «Да, признаю».
Свидетель Шляпугин Степан Федорович: "21/12-34 г. с утра член церковного совета Куравин Илья Николаевич, собрав толпу возле церкви, говорил: «Бабы, держитесь за колокола и церковь, колокола не отдавайте». Затем упал на колени и стал молиться со словами: «Знаю, что меня сожгут, но я не боюсь и буду держаться за религию, а эту машину (показывая на рабочий инструмент — лебедку и бабку) уберите с глаз!».
Вопрос обвиняемому Лосеву Степану Павловичу: «Признаете себя виновным в подстрекательстве толпы к оказанию организованного противодействия снятию колоколов, а также в призыве тащить и топить рабочий инструмент, привезенный для работ по снятию колоколов?». Ответ: «Себя виновным признаю, в том, что я действительно выступал перед толпой во время выступления верующих на почве снятия колоколов».
Свидетель Фролов Митрофан Васильевич: "Бабка с лебедкой была в яме закидана снегом, а трос находился за церковной сторожкой в ограде закидан снегом, и конец троса был развит и поломан, около 3 метров. Около церкви тоже была толпа народа до 300 человек. Из толпы были выкрики: «Убьем, разорвем бригаду, но колокола снимать не дадим и сами умрем на этом месте». В эту толпу народа пришел Куравин Илья Николаевич, член церковного совета, который, выступая около церкви, говорил: «В решении 17 партсъезда нигде, ни в одном пункте не сказано, что надо снимать колокола».
Вопрос обвиняемому Куравину И. Н.: «Скажите, кто с вами участвовал 24/12-34 г. на собрании в доме Шошина Тимофея Ивановича, кто и как из вас высказывался по поводу снятия колоколов?». Ответ: "Присутствовали я — Куравин, Шошин Тимофей Иванович, Лосев Степан Павлович, колхозница Интяпина Акулина Ивановна, мать и дочь Шошина Тимофея Ивановича. Шошин Тимофей по вопросу колоколов сказал: «Вся сила, бабы, в вас, если вы будете организованно стоять за колокола, то их не снимут».
На этом же собрании, предположительно, и была написана первая жалоба во ВЦИК. Таким образом, большинство фактов, указанных прокуратурой, подтверждается селянами, верующими и неверующими, обвиняемыми и свидетелями: инцидент в сельсовете («налёт»), организация тайных заседаний церковного совета 20 и 24 декабря 1934 года, массовое выступление при снятии колоколов. Также вполне допустимы налёт с кольями и топорами на квартиру председателя сельсовета Бабушкина, где выбили окна, рамы, и налёт на квартиру двух общественников-активистов, где выбили окна, рамы и побили жену избача Шошину, и снижение посещаемости школы на 47-63 % во время всех этих событий. Непонятно, какое отношение к волнению имеет якобы спрятанный в сторожке хлеб, и был ли он там вообще спрятан. Невыполнение финплана на 37 % тоже едва ли связано с волнением в селе Суморьеве, произошедшем всего за 10 дней до окончания года.
Остаются непонятными причины сожжения прихожанами спортгородка, можно лишь предположить, что сначала он пошёл на изготовление кольев для стихийных баталий между верующими и рабочими муромской бригады, а потом на дрова для костров (были угрозы рабочих заморозить верующих). Но при подтверждении селянами большинства фактов, указанных прокуратурой, все они носят более будничный, рядовой, во многом стихийный характер.
Таким образом, взаимоотношения верующих и представителей властей далеко не всегда проходили в рамках закона, но если ОГПУ, как правило, пыталось показать это как заговоры, контрреволюционные, антисоветские, то в действительности чаще всего это был стихийный протест верующих против особо вопиющих случаев притеснения.
Это подтверждают и другие жалобы верующих, последовавшие в 1935—1936 годах. 26 марта 1935 года: «Когда приехала к нам бригада по снятию колколов, у нас народ очень стоял… Комсомольцы и колхозники и гоняли баб, или женщин, и били их, и давили на лошадях, и поэтому просим разобрать наше заявление и в просьбе не отказать, ублаготворить». 28 сентября 1936 года: «В 1934 году в коньце осени (20 декабря) к нам в село прибыла из Мурома бригада по сьнятию колколов. Без всякой посторонней инициативы и всякого всестороннего внушения женский актив восстал против этого произвольного сьнятия колколов. Некоторые были в зто время НКВД арестованы, осуждены Нарсудом и в послесьвие освобождены».
Причиной народного волнения было снятие колоколов. В отличие, например, от индивидуального налогообложения, запрет колокольного звона и снятие колоколов затрагивали интересы больших групп людей. За почти тысячелетнюю историю христианства на Руси колокольный звон стал неотъемлемой частью народного православия, он не был только средством для созыва на молитву, а имел глубокий духовный, мистический смысл, что не понимали советские власти. Кроме того, если запрет крестных ходов и хождений священника по домам верующих местные власти часто объясняли эпидемиями, при закрытиях храмов (временных или навсегда) такими «объективными причинами» были налоговая задолженность, аварийность здания, отсутствие двадцатки либо священника, те же эпидемии; то судьба звона и колоколов зависела исключительно от субъективной воли местных властей.
Незаконно, а иногда и законно, закрытые храмы ВЦИК верующим возвращал, но абсолютно не фиксируются случаи, когда бы отменялось запрещение колокольного звона и возвращались на место уже снятые колокола. Всё это и приводило к тому, что верующие, не зная, где можно найти защиту, прибегали к крайним мерам — открытому физическому сопротивлению.